# ضفدع أصفر الأقدام
ضفدع أصفر الأقدام (الاسم العلمي: Rana boylii) (بالإنجليزية: yellow-legged frog)‏ هو نوع من البرمائيات يتبع جنس الضفدع الحقيقي من فصيلة الضفادع الحقيقية.